# روکویل سنتر (نیویورک)
روکویل سنتر، نیویورک (به انگلیسی: Rockville Centre, New York) یک شهرک در ایالات متحده آمریکا است که در شهرستان ناساو، نیویورک واقع شده‌است.

## خصوصیات
روکویل سنتر ۸٫۷ کیلومترمربع مساحت و ۲۴٬۰۲۳ نفر جمعیت دارد و ۹ متر بالاتر از سطح دریا واقع شده‌است.